# Čečavački Vučjak
Čečavački Vučjak – wieś w Chorwacji, w żupanii pożedzko-slawońskiej, w gminie Brestovac. W 2011 roku liczyła 23 mieszkańców.